# Port Saunders
Port Saunders es un pueblo canadiense situado en la provincia de Terranova y Labrador.

## Superficie
Port Saunders tiene una superficie de 38,5 km².

## Demografía
En 2021, tenía 678 habitantes, una densidad poblacional de 17,6 hab./km², y 319 viviendas.